# Rivière Doucet (Petite rivière Péribonka)
Pour les articles homonymes, voir Doucet.
La rivière Doucet est un affluent de la Petite rivière Péribonka, coulant dans le territoire non organisé de Passes-Dangereuses, dans la municipalité régionale de comté (MRC) de Maria-Chapdelaine, dans la région administrative du Saguenay-Lac-Saint-Jean, au Québec, au Canada. Ce cours d’eau traverse le canton de Ménard.
La foresterie constitue la principale activité économique du secteur ; les activités récréotouristiques, en second.
La partie inférieure de la vallée de la rivière Doucet est desservie par la route forestière R0222. Le reste de la vallée est desservie par diverses routes forestières surtout pour les besoins de la foresterie et des activités récréotouristiques,.
La surface de la rivière Doucet habituellement gelée de la fin novembre au début avril, toutefois la circulation sécuritaire sur la glace se fait généralement de la mi-décembre à la fin mars.

## Géographie
Les principaux bassins versants voisins de la rivière Doucet sont :
- côté nord : rivière Mistassibi, rivière Connelly, rivière Brûle-Neige, rivière Mistassibi Nord-Est ;
- côté est : Petite rivière Péribonka, rivière Alex, ruisseau Marguerite, lac Brûlé de la Charrue, rivière Péribonka ;
- côté sud : rivière Épiphane, Petite rivière Péribonka ;
- côté ouest : rivière Perron, Petite rivière Péribonka, rivière Mistassini, rivière Mistassibi, rivière aux Rats[2].

La rivière Doucet prend sa source à l’embouchure d’un lac non identifié (longueur : 2,6 km ; altitude : 315 m). Cette source de la rivière est située à :
- 5,9 km au nord-est du lac Connelly ;
- 14,0 km au nord-ouest de l’embouchure de la rivière Doucet (confluence avec la Petite rivière Péribonka) ;
- 7,9 km à l'est d’une courbe du cours de la rivière Mistassibi ;
- 65,3 km au nord de l’embouchure de la Petite rivière Péribonka (confluence avec la rivière Péribonka) ;
- 67,2 km au nord-est de l’embouchure de la rivière Péribonka (confluence avec le lac Saint-Jean).

À partir du lac de tête, situé entre le cours de la rivière Alex (situé du côté est) et le cours de la rivière Mistassibi (située à l'ouest), le cours de la rivière Doucet descend sur 20,3 km en traversant surtout des zones forestières, selon les segments suivants :
- 0,6 km vers l'ouest, jusqu’à une décharge (venant du sud-est) de lacs non identifiés ;
- 2,8 km vers l'ouest, notamment en traversant un lac non identifié (longueur : 0,9 km ; altitude : 284 m) jusqu’à un ruisseau (venant du nord) ;
- 2,1 km vers le sud, en serpentant jusqu’à la rive nord du lac Doucet ;
- 4,1 km vers le sud-ouest, puis le sud-est, en traversant le lac Doucet (longueur : 4,3 km ; altitude : 282 m) formé en partie par l’élargissement de la rivière, jusqu’à son embouchure ;
- 3,0 km vers le sud-est en traversant un lac non identifié (longueur : 3,9 m) ; altitude : 281 m) formé par l’élargissement de la rivière, jusqu’à son embouchure ;
- 3,6 km vers le sud-est en traversant trois zones d’élargissement de la rivière, jusqu’à la rive nord-est du lac Pierre ;
- 2,3 km vers le sud-est, en traversant le lac Pierre (longueur : 2,6 m) ; altitude : 259 m) sur sa pleine longueur, jusqu’à son embouchure ;
- 1,8 km vers le sud-est, en coupant la route forestière R0222 en début de segment et en formant une boucle vers le nord-est jusqu'à l'embouchure de la rivière[2].

L'embouchure de la rivière Doucet se déverse au fond d’une baie sur la rive est de la Petite rivière Péribonka. Cette confluence est située à :
- 17,6 km au sud-est d’une courbe de la rivière Mistassibi ;
- 22,5 km à l'ouest du cours de la rivière Alex ;
- 17,7 km au nord-ouest du lac des Aigles ;
- 61,5 km au nord de l’embouchure de la Petite rivière Péribonka (confluence avec la rivière Péribonka) ;
- 37,7 km à l'ouest du cours de la rivière Péribonka ;
- 63,4 km au nord de l’embouchure de la rivière Péribonka (confluence avec le lac Saint-Jean) ;
- 76,3 km au nord-ouest de l’embouchure du lac Saint-Jean (confluence avec la Grande Décharge) ;
- 82,2 km au nord du centre-ville d’Alma[2].

À partir de l’embouchure de la rivière Doucet, le courant descend sur 84,0 km le cours de la Petite rivière Péribonka vers le sud, puis la rivière Péribonka sur 2,4 km vers le sud-ouest. À l’embouchure de cette dernière, le courant traverse le lac Saint-Jean vers l'est sur 29,3 km, puis emprunte le cours de la rivière Saguenay vers l'est jusqu'à la hauteur de Tadoussac où il conflue avec le fleuve Saint-Laurent.

## Toponymie
Le terme « Doucet » constitue un patronyme de famille d’origine française.
Le toponyme « rivière Doucet » a été officialisé le 3 octobre 1972 à la Banque des noms de lieux de la Commission de toponymie du Québec.